# SN 1978K
SN 1978K – supernowa typu II odkryta we wrzeniu 1978 roku w galaktyce NGC 1313. Jej maksymalna jasność wynosiła 13,00m.